# 宮本杏夏
宮本 杏夏（みやもと きょうか、2001年8月23日 - ）は、鳥取県出身の元女子競輪選手。現役時代は日本競輪選手会岡山支部所属、ホームバンクは玉野競輪場。日本競輪選手養成所（以下、養成所）第120期生。師匠は中尾翔（107期）。

## 経歴
中学時代はバスケットボールに打ち込み、鳥取県立倉吉西高等学校入学後に自転車競技を始めた。2年生であった2018年には全国高等学校選抜自転車競技大会ケイリンで準優勝し、3年生であった2019年も全国高校選抜大会女子ケイリン2位、インターハイ自転車競技大会ケイリン4位などの実績を残した。当初は大学進学を希望していたが、玉野競輪場でガールズケイリンを観戦し心を奪われ、競輪選手を目指すことになった。
2020年1月16日、養成所第120回技能試験に合格。鳥取県出身の女子選手としては初の養成所合格者となった。養成所競走成績は16位（1勝）。
鳥取県にも練習拠点となる自転車競技場（倉吉自転車競技場）はあるが、鳥取県を登録地とする選手は男子を含めていないため、自身は岡山県を登録地とし、練習拠点を玉野競輪場とした。
2021年5月1日、岡山支部所属として静岡競輪場でデビューし6着となった。初勝利は、同年8月18日の岸和田FI最終日第5レース（一般）。
競走成績不振により、2023年上期の時点で競走得点が3期連続47点未満となったため代謝制度の候補選手となった。競走得点不足により代謝制度の対象選手となり、同年6月23日の伊東FI最終日第5レース（一般）で3着となったのがラストレースとなった。
2023年7月24日、選手登録消除。通算戦績は183戦4勝。